# Banshee – Small Town. Big Secrets./Episodenliste

Logo zur Serie

Diese Episodenliste enthält alle Episoden der US-amerikanischen Dramaserie Banshee – Small Town. Big Secrets., sortiert nach der US-amerikanischen Erstausstrahlung. Die Fernsehserie umfasst vier Staffeln mit 38 Episoden.

## Übersicht
| Staffel | Episodenanzahl | Erstausstrahlung USA | Erstausstrahlung USA | Deutschsprachige Erstausstrahlung | Deutschsprachige Erstausstrahlung |
| Staffel | Episodenanzahl | Staffelpremiere      | Staffelfinale        | Staffelpremiere                   | Staffelfinale                     |
| ------- | -------------- | -------------------- | -------------------- | --------------------------------- | --------------------------------- |
| 1       | 10             | 11. Januar 2013      | 15. März 2013        | 11. Juli 2013                     | 12. September 2013                |
| 2       | 10             | 10. Januar 2014      | 14. Februar 2014     | 17. April 2014                    | 19. Juni 2014                     |
| 3       | 10             | 9. Januar 2015       | 13. März 2015        | 14. April 2015                    | 16. Juni 2015                     |
| 4       | 8              | 1. April 2016        | 20. Mai 2016         | 19. Mai 2016                      | 7. Juli 2016                      |

## Staffel 1
Die Erstausstrahlung der ersten Staffel war vom 11. Januar bis zum 15. März 2013 auf dem US-amerikanischen Kabelsender Cinemax zu sehen. Die deutschsprachige Erstausstrahlung sendete der deutsche Pay-TV-Sender Sky Atlantic HD vom 11. Juli bis zum 12. September 2013.
| Nr. (ges.) | Nr. (St.) | Deutscher Titel            | Originaltitel                     | Erstausstrahlung USA | Deutschsprachige Erstausstrahlung (D/A/CH) | Regie            | Drehbuch                                                                  |
| ---------- | --------- | -------------------------- | --------------------------------- | -------------------- | ------------------------------------------ | ---------------- | ------------------------------------------------------------------------- |
| 1          | 1         | Der neue Sheriff           | Pilot                             | 11. Jan. 2013        | 11. Juli 2013                              | Greg Yaitanes    | Jonathan Tropper & David Schickler                                        |
| 2          | 2         | Tödlicher Rave             | The Rave                          | 18. Jan. 2013        | 18. Juli 2013                              | SJ Clarkson      | Jonathan Tropper & David Schickler                                        |
| 3          | 3         | Die Kampfmaschine          | Meet the New Boss                 | 25. Jan. 2013        | 25. Juli 2013                              | OC Madsen        | Jonathan Tropper & David Schickler                                        |
| 4          | 4         | Der einzige Zeuge          | Half Deaf is Better Than All Dead | 1. Feb. 2013         | 1. Aug. 2013                               | Greg Yaitanes    | Jonathan Tropper & David Schickler                                        |
| 5          | 5         | Die Rache der Biker        | The Kindred                       | 8. Feb. 2013         | 8. Aug. 2013                               | SJ Clarkson      | Jonathan Tropper & David Schickler                                        |
| 6          | 6         | Reise in die Vergangenheit | Wicks                             | 15. Feb. 2013        | 15. Aug. 2013                              | OC Madsen        | Jonathan Tropper & David Schickler                                        |
| 7          | 7         | Geiselnahme                | Behold a Pale Rider               | 22. Feb. 2013        | 22. Aug. 2013                              | Dean White       | David Schickler                                                           |
| 8          | 8         | Kampf der Geschlechter     | We Shall Live Forever             | 1. März 2013         | 29. Aug. 2013                              | Greg Yaitanes    | Jonathan Tropper                                                          |
| 9          | 9         | Familienbande              | Always the Cowboy                 | 8. März 2013         | 5. Sep. 2013                               | Miguel Sapochnik | Handlung: Jonathan Tropper & David Schickler Schauspiel: Jonathan Tropper |
| 10         | 10        | Blutige Abrechnung         | A Mixture of Madness              | 15. März 2013        | 12. Sep. 2013                              | Miguel Sapochnik | Handlung: Jonathan Tropper & David Schickler Schauspiel: Jonathan Tropper |

## Staffel 2
Die Erstausstrahlung der zweiten Staffel war vom 10. Januar bis zum 14. März 2014 auf dem US-amerikanischen Kabelsender Cinemax zu sehen. Die deutschsprachige Erstausstrahlung sendete der deutsche Pay-TV-Sender Sky Atlantic HD vom 17. April bis zum 19. Juni 2014.
| Nr. (ges.) | Nr. (St.) | Deutscher Titel             | Originaltitel            | Erstausstrahlung USA | Deutschsprachige Erstausstrahlung (D/A/CH) | Regie          | Drehbuch         |
| ---------- | --------- | --------------------------- | ------------------------ | -------------------- | ------------------------------------------ | -------------- | ---------------- |
| 11         | 1         | Die kleinen Fische          | Little Fish              | 10. Jan. 2014        | 17. Apr. 2014                              | Greg Yaitanes  | Jonathan Tropper |
| 12         | 2         | Die Macht der Kinaho        | The Thunder Man          | 17. Jan. 2014        | 24. Apr. 2014                              | Greg Yaitanes  | David Schickler  |
| 13         | 3         | Unter Verdacht              | The Warrior Class        | 24. Jan. 2014        | 1. Mai 2014                                | OC Madsen      | Evan Dunsky      |
| 14         | 4         | Zahn um Zahn                | Bloodlines               | 31. Jan. 2014        | 8. Mai 2014                                | OC Madsen      | Evan Dunsky      |
| 15         | 5         | Die Wahrheit über Einhörner | The Truth About Unicorns | 7. Feb. 2014         | 15. Mai 2014                               | Babak Najafi   | John Romano      |
| 16         | 6         | Hals über Kopf              | Armies of One            | 14. Feb. 2014        | 22. Mai 2014                               | Babak Najafi   | John Romano      |
| 17         | 7         | Kampfansage                 | Ways to Bury a Man       | 21. Feb. 2014        | 29. Mai 2014                               | Loni Peristere | Doug Jung        |
| 18         | 8         | Vergeltung                  | Evil For Evil            | 28. Feb. 2014        | 5. Juni 2014                               | Loni Peristere | Doug Jung        |
| 19         | 9         | Er oder wir                 | Homecoming               | 7. März 2014         | 12. Juni 2014                              | Greg Yaitanes  | Jonathan Tropper |
| 20         | 10        | Kugeln und Tränen           | Bullets and Tears        | 14. März 2014        | 19. Juni 2014                              | Greg Yaitanes  | Jonathan Tropper |

## Staffel 3
Die Erstausstrahlung der dritten Staffel war vom 9. Januar bis zum 13. März 2015 auf dem US-amerikanischen Kabelsender Cinemax zu sehen. Die deutschsprachige Erstausstrahlung sendete der deutsche Pay-TV-Sender Sky Atlantic HD vom 14. April bis zum 16. Juni 2015.
| Nr. (ges.) | Nr. (St.) | Deutscher Titel          | Originaltitel                             | Erstausstrahlung USA | Deutschsprachige Erstausstrahlung (D) | Regie          | Drehbuch                     |
| ---------- | --------- | ------------------------ | ----------------------------------------- | -------------------- | ------------------------------------- | -------------- | ---------------------------- |
| 21         | 1         | Feuerkämpfe              | The Fire Trials                           | 9. Jan. 2015         | 14. Apr. 2015                         | Loni Peristere | Jonathan Tropper             |
| 22         | 2         | Die letzten Tage         | Snakes and Whatnot                        | 16. Jan. 2015        | 21. Apr. 2015                         | Loni Peristere | Halley Gross                 |
| 23         | 3         | In der Mangel            | A Fixer of Sorts                          | 23. Jan. 2015        | 28. Apr. 2015                         | Magnus Martens | Justin Britt-Gibson          |
| 24         | 4         | Racheschwur              | Real Life is the Nightmare                | 30. Jan. 2015        | 5. Mai 2015                           | Magnus Martens | Justin Britt-Gibson          |
| 25         | 5         | Die Belagerung           | Tribal                                    | 6. Feb. 2015         | 12. Mai 2015                          | OC Madsen      | Adam Targum                  |
| 26         | 6         | Treibjagd                | We Were All Someone Else Yesterday        | 13. Feb. 2015        | 19. Mai 2015                          | OC Madsen      | Adam Targum                  |
| 27         | 7         | Der Coup                 | You Can’t Hide From the Dead              | 20. Feb. 2015        | 26. Mai 2015                          | Greg Yaitanes  | Chris Kelley                 |
| 28         | 8         | New Orleans              | All the Wisdom I Got Left                 | 27. Feb. 2015        | 2. Juni 2015                          | Greg Yaitanes  | Chris Kelley                 |
| 29         | 9         | Alte Freundschaft        | Even God Doesn’t Know What to Make of You | 6. März 2015         | 9. Juni 2015                          | Loni Peristere | Jennifer Ames & Steve Turner |
| 30         | 10        | Irgendwann bezahlt jeder | We All Pay Eventually                     | 13. März 2015        | 16. Juni 2015                         | Loni Peristere | Jennifer Ames & Steve Turner |

## Staffel 4
Die Erstausstrahlung der vierten Staffel war vom 1. April bis zum 20. Mai 2016 auf dem US-amerikanischen Kabelsender Cinemax zu sehen. Die deutschsprachige Erstausstrahlung sendete der deutsche Pay-TV-Sender Sky Atlantic HD vom 19. Mai bis zum 7. Juli 2016.
| Nr. (ges.) | Nr. (St.) | Deutscher Titel         | Originaltitel                                | Erstausstrahlung USA | Deutschsprachige Erstausstrahlung (D) | Regie            | Drehbuch         |
| ---------- | --------- | ----------------------- | -------------------------------------------- | -------------------- | ------------------------------------- | ---------------- | ---------------- |
| 31         | 1         | Der Mann aus den Bergen | Something Out Of The Bible                   | 1. Apr. 2016         | 19. Mai 2016                          | OC Madsen        | Jonathan Tropper |
| 32         | 2         | Drogengeschäfte         | The Burden of Beauty                         | 8. Apr. 2016         | 25. Mai 2016                          | OC Madsen        | Adam Targum      |
| 33         | 3         | Job                     | The Book of Job                              | 15. Apr. 2016        | 2. Juni 2016                          | Everardo Gout    | Liz Sagal        |
| 34         | 4         | Blutiges Alibi          | Bloodletting                                 | 22. Apr. 2016        | 6. Juni 2016                          | Everardo Gout    | Chad Feehan      |
| 35         | 5         | Durchsetzungstärke      | A Little Late to Grow a Pair                 | 29. Apr. 2016        | 16. Juni 2016                         | Loni Peristere   | Liz Sagal        |
| 36         | 6         | Führungswechsel         | Only One Way a Dogfight Ends                 | 6. Mai 2016          | 23. Juni 2016                         | Jonathan Tropper | Chad Feehan      |
| 37         | 7         | Teufelsbrut             | Truths Other Than the Ones You Tell Yourself | 13. Mai 2016         | 30. Juni 2016                         | OC Madsen        | Adam Targum      |
| 38         | 8         | Requiem                 | Requiem                                      | 20. Mai 2016         | 7. Juli 2016                          | OC Madsen        | Jonathan Tropper |